# تئاتر هادسون
تئاتر هادسون (انگلیسی: Hudson Theatre) یک سالن تئاتر متعلق به گروه تئاترهای امباسادور در شهر نیویورک، آمریکا است.
این تئاتر که در سال ۱۹۰۳ تاسیس شده در منطقه تئاتر برادوی قرار دارد و دارای ۹۷۰ نفر ظرفیت است.

## نگارخانه

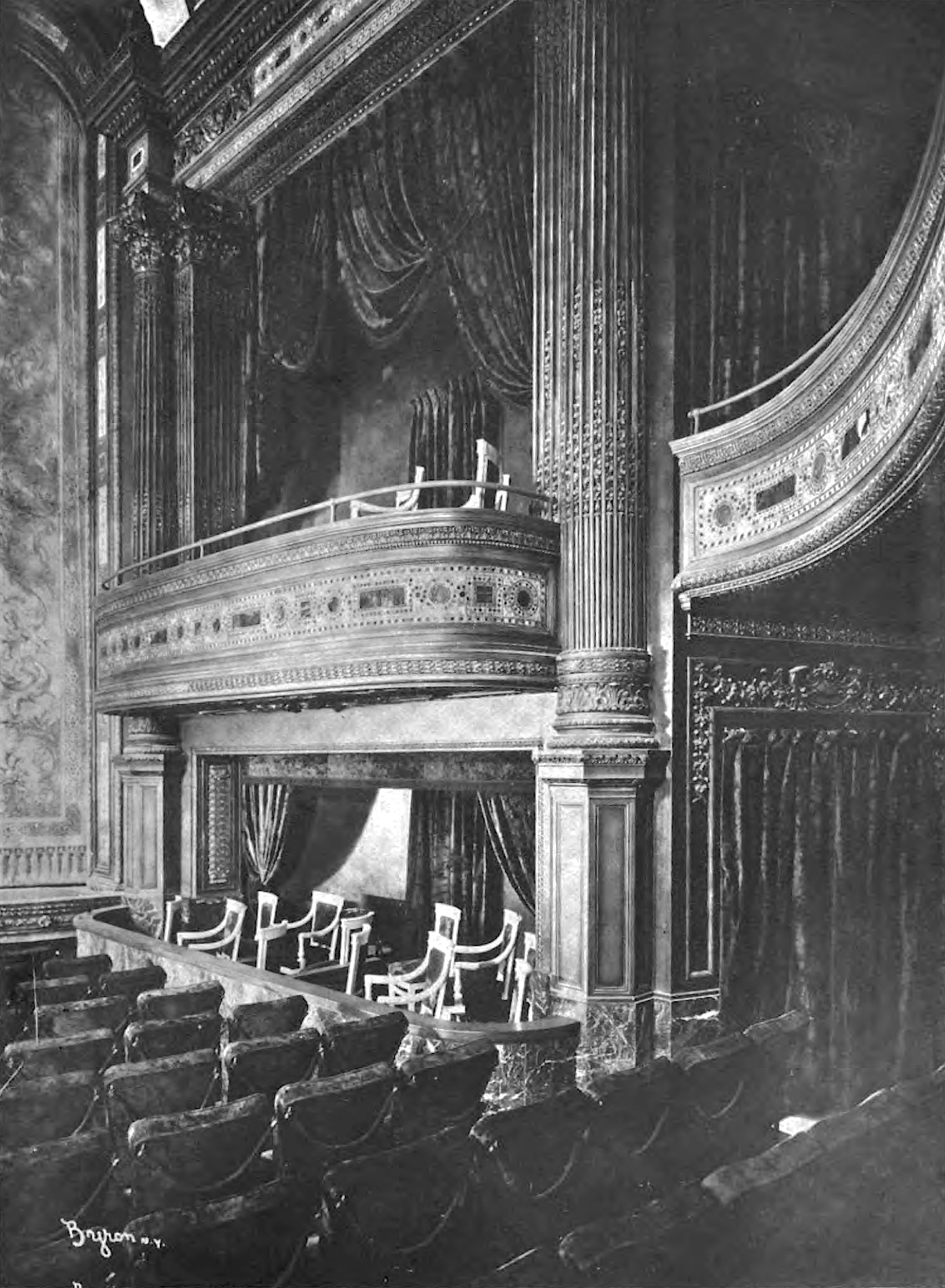
۱۹۰۴
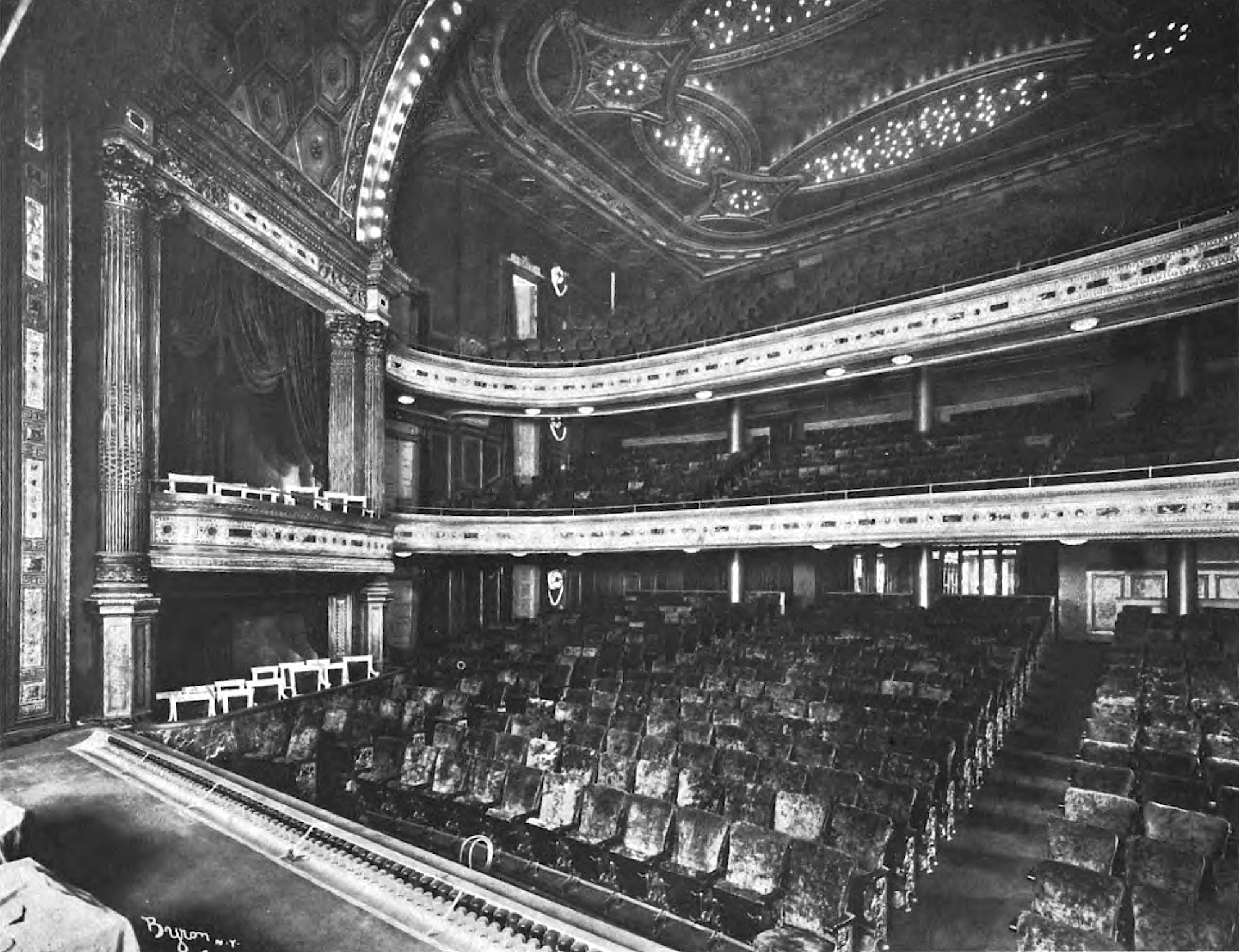
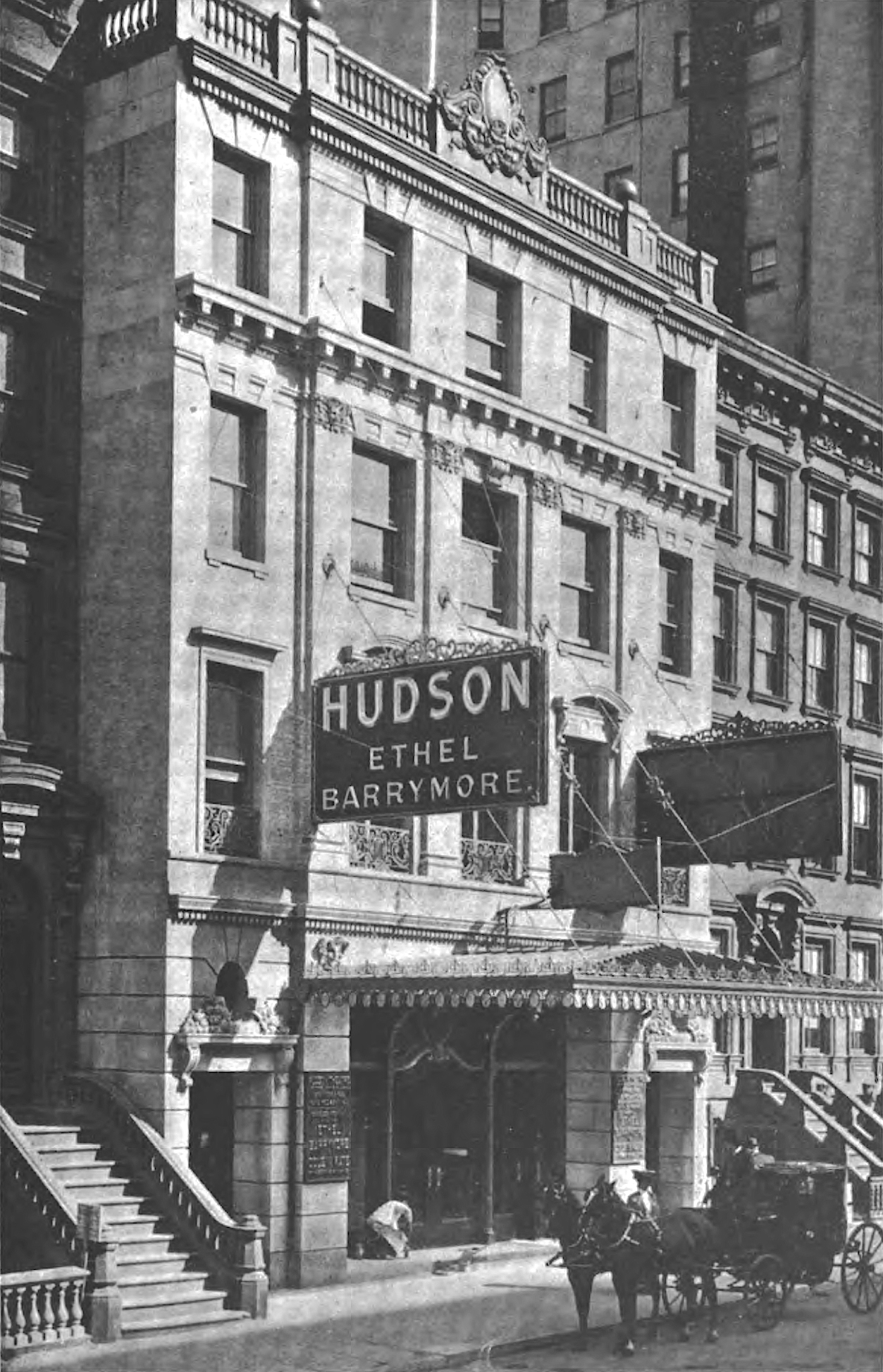
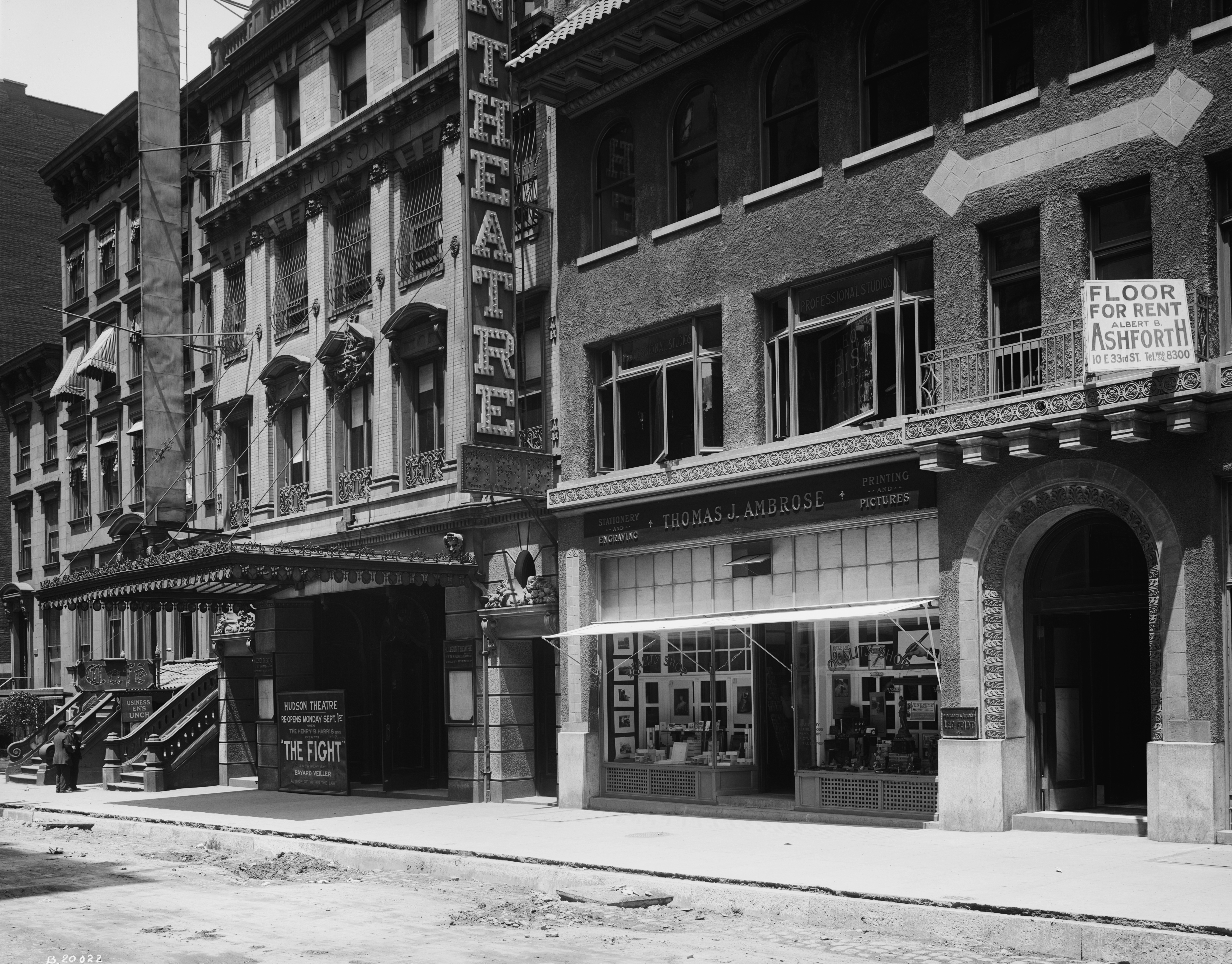